# Joseph Samaha
Joseph Samaha (* 1949 im Metn-Gebirge, Libanon; † 2007 in London) war ein libanesischer Journalist.

## Leben und Werk
Samaha wurde 1949 in einem Dorf im Metn-Gebirge nördlich von Beirut geboren. Er besuchte eine Schule in Beirut und schloss anschließend ein Politologiestudium an der Libanesischen Universität ab. Seine Journalistenlaufbahn begann bei der Zeitung Al-Hurriya, von der er 1974 zur linksorientierten As-Safir wechselte. Nach einigen Jahren bei der Zeitung Al-Watan schrieb er seit 1980 erneut für As-Safir. Von 1984 bis 1995 lebte er in Paris, wo er Chefredakteur des palästinensischen Magazins Al-Yawm As-Sabi war, außerdem schrieb er für die gesamtarabische Zeitung al-Hayat. 1995 kehrte er nach Beirut zurück, wo er von 2001 bis 2006 Chefredakteur der Zeitung As-Safir war. Er verfasste dort die tägliche Kolumne Al-Khatt Al-Ahmar (Die Rote Linie). 2006 gründete er die Tageszeitung Al-Akhbar und war fortan ihr Chefredakteur. Er starb im Londoner Haus eines befreundeten libanesischen Journalisten an einem Herzinfarkt.
Samaha war ein entschiedener Gegner der US-Politik im Mittleren Osten und unterstützte die Palästinenser gegen Israel. Nach der Ermordung Rafik Hariris 2005 schlug er sich auf die Seite der von Hisbollah angeführten pro-syrischen und anti-westlichen Lagers.
Er hinterließ seine Frau und die erwachsenen Kinder Oumayya und Ziad.